# Iluminação Köhler
A iluminação Köhler foi primeiramente descoberta por August Köhler em 1893 e ainda é aceita (quase exclusivamente) como método de iluminação em microscópios modernos. A iluminação Köhler elimina a iluminação irregular no campo de visão para que todas as peças da fonte de luz contribuam para a iluminação do espécime. Existem dois tipos de iluminação Köhler, um método no qual a luz é transmitida através do espécime (transmitida) e um método onde ela é refletida do espécime (incidente). A iluminação de Köhler transmitida é usada para espécimes transparentes ou semitransparentes, enquanto a iluminação Köhler incidente é útil para objetos tais como o metal que não transmite luz.
A iluminação Köhler requer uma lente coletora em ou próximo ao projeto de luz que pode ser ajustada para focar uma imagem do filamento da lâmpada no plano focal frontal do condensador onde o diafragma de abertura está posicionado. Se a imagem do filamento da lâmpada estiver centralizada adequadamente e preencher a abertura completamente, a iluminação do plano do espécime será brilhante e plana. Para garantir que a imagem do filamento apareça no plano focal condensador, a altura do condensador deve ser ajustada frequentemente. Este ajuste crítico traz dois conjuntos de planos focais conjugados (referidos como o conjunto de campo e o de abertura) em locais físicos precisos no trem óptico do microscópio e maximiza o desempenho do microscópio.